# NASCAR
De National Association for Stock Car Auto Racing of kortweg NASCAR is een overkoepelende organisatie in de Verenigde Staten die een aantal nationale en regionale kampioenschappen organiseert in het stockcarracen. De drie nationale kampioenschappen zijn de Cup Series dat in 1949 van start ging en het belangrijkste kampioenschap is, de Xfinity Series en de Truck Series, een kampioenschap voor pick-uptrucks. Naast de kampioenschappen in de Verenigde Staten organiseert de NASCAR een kampioenschap in Canada en in Mexico.

## Overzicht
Vanaf de jaren twintig werd Daytona Beach in Florida bekend doordat autocoureurs daar het wereldsnelheidsrecord op land probeerden te verbeteren. In dezelfde periode werd er ook aan stockcarracen gedaan. De auto's die gebruikt werden voor deze race stamden af van de omgebouwde wagens die tijdens de drooglegging gebruikt werden om alcohol te vervoeren, ook gekend onder de naam bootleggers. In 1936 werd er voor de eerste keer een stockcarrace gehouden op de Daytona Beach Road Course. Twee jaar later nam autocoureur en mecanicien Bill France sr. de organisatie van de race in handen. Omdat vele andere races in handen waren van slechte organisatoren die vaak de rijders niet uitbetaalden, organiseerde France sr. in 1947 een vergadering met autocoureurs, mecaniciens en teameigenaars, wat een jaar later uitmondde in de oprichting van de NASCAR. Het eerste kampioenschap werd in 1949 gehouden onder de naam NASCAR Strictly Stock Series. France, Sr. bleef aan de leiding van de organisatie staan tot 1972, toen zijn zoon Bill France, Jr. aan de leiding van het bedrijf kwam. Deze gaf de leiding op zijn beurt over in 2003 aan zijn zoon Brian France.

## Kampioenschappen

### Cup Series

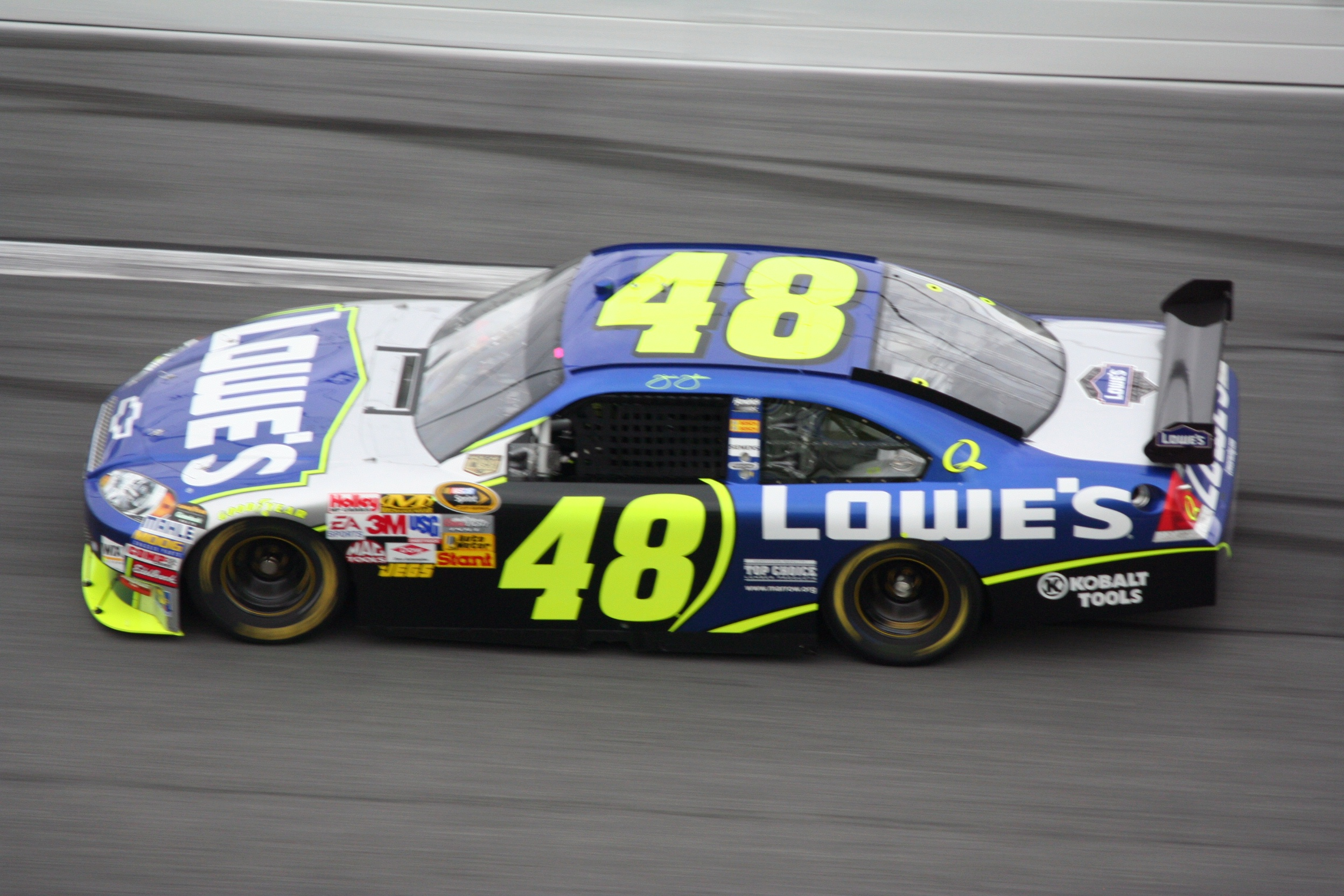
Sprint Cup auto uit 2008

De Cup Series startte in 1949 onder de naam "Strictly Stock Series" en ging verder onder de namen "Grand National Series" tussen 1950 en 1970, "Winston Cup" tussen 1971 en 2003, "NEXTEL Cup" tussen 2004 en 2007, "Sprint Cup tussen 2008 en 2016 en de huidige naam van de raceklasse werd in 2017 ingevoerd. De Cup Series is de belangrijkste klasse in de NASCAR. Elk raceseizoen telt zesendertig races, de meeste circuits zijn ovale circuits en de meeste circuits worden twee keer per seizoen gebruikt. De meest bekende race is de Daytona 500 die sinds 1959 op de Daytona International Speedway wordt gehouden. Ook de Coke Zero 400 wordt jaarlijks op hetzelfde circuit gereden. Recordhouders in de Cup Series hebben alle drie zeven titels, Richard Petty, Dale Earnhardt en Jimmie Johnson. Earnhardt overleed aan de gevolgen van een ongeval tijdens de Daytona 500 in 2001.

### Xfinity Series

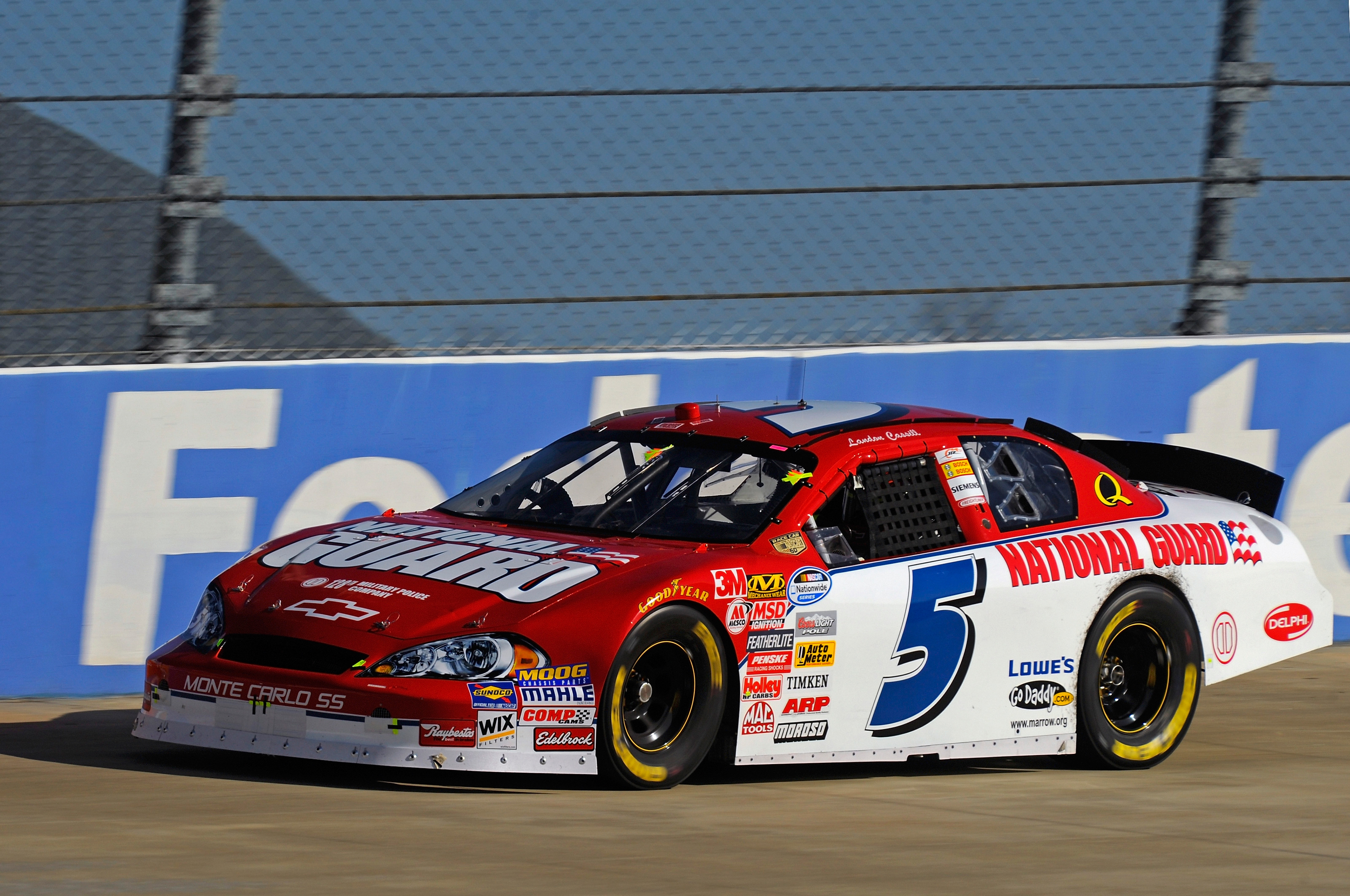
Nationwide Series auto uit 2008

De Nationwide Series ging in 1982 van start en is de Sprint Cup het tweede belangrijkste kampioenschap in de NASCAR. Het kampioenschap had tot 2008 de naam "Busch Series". Het kampioenschap is bedoeld als opstapklasse naar de Sprint Cup, maar reeds vanaf de oprichting van de raceklasse zijn er heel wat autocoureurs uit de Sprint Cup die in hetzelfde seizoen ook deelnemen in de Nationwide Series, deze coureurs zijn de zogenaamde "Buschwackers". Vanaf 2011 werd er een reglementswijziging ingevoerd waardoor coureurs aan het begin van het seizoen hun belangrijkste kampioenschap moeten aangeven. Ze kunnen dan nog verder deelnemen aan de verschillende kampioenschappen, maar krijgen enkel kampioenschapspunten in hun aangegeven belangrijkste kampioenschap zodat coureurs uit de Sprint Cup het kampioenschap niet meer kunnen winnen. Tweevoudige winnaars van het kampioenschap zijn Martin Truex jr., Kevin Harvick, Dale Earnhardt jr., Randy LaJoie, Larry Pearson, Jack Ingram en Sam Ard.

### Truck Series

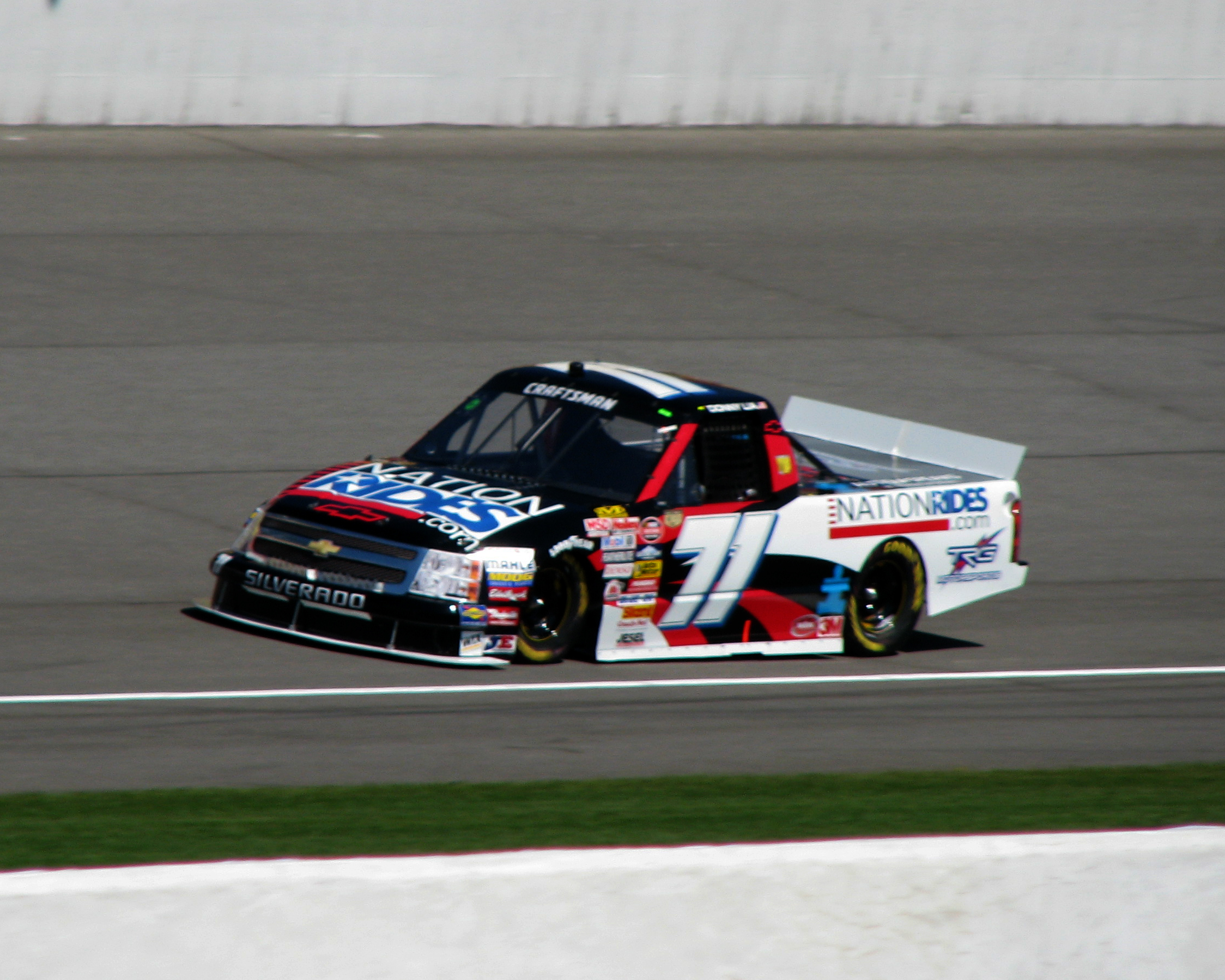
Truck Series auto uit 2008

De Truck Series, voor 2008 de Craftsman Truck Series, is een raceklasse voor pick-up trucks die in 1995 van start ging. Een kampioenschap telt zesendertig races. Net als in de andere NASCAR-racesklassen kunnen autocoureurs die de Truck Series aangegeven hebben als belangrijkste raceklasse, geen punten verdienen in de andere NASCAR-raceklassen. Jack Sprague won het kampioenschap drie keer en is daarmee recordhouder.

### Regionale kampioenschappen
De "Whelen All-American Series" is een puntenkampioenschap voor races op lokale circuits, gehouden in de Verenigde Staten en Canada. Omdat concurrenten voor de titel alleen rijden op lokale circuits racen ze zelden tegen elkaar en daarom werd er een ingewikkeld puntensysteem ingesteld dat onder meer rekening houdt met het aantal deelnemers van een race en waarin enkel de beste zestien resultaten van het jaar van een coureur meetellen in de puntentelling. Andere regionale kampioenschappen zijn onder meer de "K&N Pro Series East" en de "K&N Pro Series West".

### Mexico en Canada
De NASCAR Canadian Tire Series startte in 2007 toen de NASCAR in 2006 de Canadese raceklasse "CASCAR Super Series" had overgenomen. Andrew Ranger won het kampioenschap twee keer, in 2007 en 2009. In 2012 won DJ Kennington de titel voor een tweede keer nadat hij ook eerste werd in 2010. De Mexicaanse NASCAR Toyota Series ging in 2004 van start en is een joint venture tussen de NASCAR en een Mexicaans bedrijf. Vanaf 2007 is de NASCAR de organisator van het kampioenschap. Germán Quiroga won de titel in 2009, 2010 en 2011. In 2012 reed hij parttime in de Amerikaanse Truck Series en werd de titel voor een tweede keer gewonnen door Jorge Goeters, die eerder in 2005 de titel won.